# Рейнський гульден
Рейнський гульден (нім. Rheinischer Gulden) або рейнський флорин (лат. florenus Rheni) — золота монета типу гульден, шо карбувалась в Рейнським монетним союзом в Рейнської області в XIV—XV століттях і мала вагу від 3,8 до 3,4 грам. Рейнські золоті гульдени протягом довгого часу мали важливе значення для німецької грошової системи. Вони перетворилися на найпоширенішу торгову монету в Німеччині, Нідерландах, Швейцарії, Богемії, Моравії, Угорщині, Іспанії та Франції, де вартість і курс обміну місцевих золотих, а часто і срібних монет, часто  оцінювалися саме в рейнських гульденах.

## Історія
Після свого обрання в 1346 році імператором, Карл IV Люксембурзький (1346—1378) винагородив за підтримку на виборах курфюрстів Кельна, Тріра та Пфальца правом карбувати золоті монети (нім. Goldmünzprivileg), яке було в подальшому підтверджене Золотою буллою. Трір отримав привілей 25 листопада 1346 року, Кельн — 26 листопада 1346 року. Пізніше аналогічний привілей отримав курфюрст Майнца — 22 січня 1354 року. Індивідуальні золоті монети цих чотирьох прирейнських курфюрств, які почали карбувати не пізніше 1354 року, можна вважати попередниками пізнішого рейнського гульдена. По своїй вазі та пробі золота і загальному вигляду ці монети були дуже подібні до флорентійського флорина, стандартної європейської золотої монети. З кельнської марки (233,856 г. золота чистотою в 23½ карата) карбували 66 монет вагою 3,543 грам золота 979 проби. Відповідно, кожна монета містила біля 3,469 г.⁠ чистого золота.

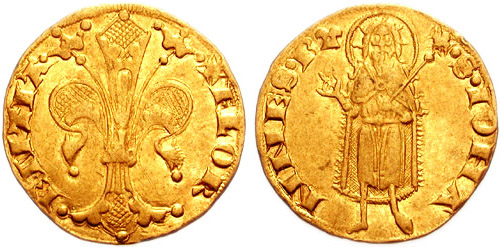
Флорентійський флорин, що карбувався в 1252—1422 роках і став прообразом для рейнського гульдена. (На зображенні флорин 1347 року).

Вже у 1372 році архієпископи Тріра та Кельна створили монетний союз для стандартизації карбування і гарантії якості монет. Союз карбував золоті монети (гульдени) із зображенням святого Петра на аверсі, а також срібні монети (білі пфенінги). 8 червня 1386 року вже четверо рейнських курфюрстів — Куно Трірський, Фрідріх III Кельнський, Адольф Майнцький і Рупрехт I Пфальцький заснували перший Рейнський монетний союз (нім. Rheinischer Münzverein), за зразком якого аж до першої половини XVI століття створювались наступні об'єднання. Союз почав карбувати рейнський гульден як свою стандартну золоту монету та ввів її в обіг у межах усієї своєї території, яка простягалася вздовж Рейна від Нойса на півночі до Вормса на півдні, на захід від Рейна по річці Мозель до Кохема і на схід по річці Майн до Хехста (сучасне західне передмістя Франкфурта).

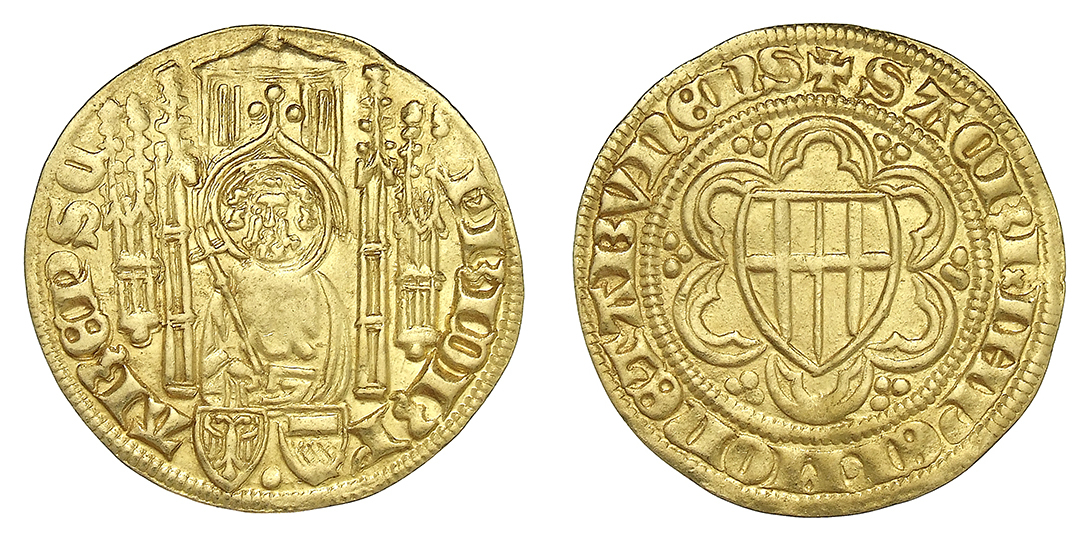
Кельнський гульден курфюрста Фрідріха III (1376-1377 рік, 3.5 г.)

Після заснування Рейнського монетного союзу вага монет залишалася незмінною до 1417 року, але проба була зменшена спочатку до 23 каратів (3,396 г. чистого золота), відтак у 1399 році до 22½ каратів (3,322 г.) і у 1409 році до 22 каратів (3,248 г.). Згодом зменшилась і загальна вага монети і у 1419 році з однієї кельнської марки золота в 19 карат карбували вже 67 гульденів, тобто кожна монета містила лише 2,76 г чистого золота. Дизайн монети також змінився, типову для флорентійських флоринів лілію замінив трилисник⁠, що містив посередині герб монетного двору, що викарбував монету, та герби трьох інших монетних дворів Рейнського монетногго союзу на листях. В 1419 році зображення св. Івана Хрестителя було замінено на св. Петра, якого, в свою чергу, пізніше змінило зображення Христоса.
В результаті масштабного карбування, золоті гульдени Рейнського монетного союзу набули в XIV—XV століттях великого значення і стали основною валютою Рейнської області. Через нестачу золота наприкінці XV та в XVI сторіччі виник дефіцит гульденів, і їх навіть карбували зі зменшеним майже вдвічі вмістом золота.
У звязку із дефіцитом золота і надлишком срібла в Європі, на початку XVI ст. в Німеччині та сусідніх країнах набули надзвичайної популярності великі срібні монети типу гульдинер, що по своїй ціні в сріблі дорівнювали вартості золотих гульденів і пізніше отримали назву талер. В середині XVI ст. в Священній Римській імперії були видані Імперські монетні статути (Еслінгенський 1524 року, Аугсбурзький 1551 року та Аугсбурзький 1559 року), спрямовані на встановлення єдиних стандартів карбування для золотих і срібних монет на всій території імперії. Відповідно до них, список імперських монет в доповнення до рейнського гульдена розширювався за рахунок іншої поширеної золотої монети — рейнського дуката, який, на відміну від рейнських гульденів, чия вага і проба неухильно знижувалися, зберіг початковий стандарт (3,5 грам золота 986 проби) та відповідав стандартам основних золотих монет інших країн. При цьому золотий гульден і срібний гульдинер, які раніше оцінювались як рівні по вартості, хоч і виражені в різних металах, тепер отримали самостійні назви, відповідно «гольдгульден» і «гульдинер» — і стали різновартісними монетами: гольдгульден коштував 75, а гульдинер 60 імперських крейцерів. Вартість нового рейнського гульдена (гольдгульдена) була встановлена в розмірі 1⁄72 золотої кельнської марки, тобто монета містила 2,50 г чистого золота. За цим стандартом рейнський гульден карбувався в імперії до XVIII століття одночасно із золотим дукатом.

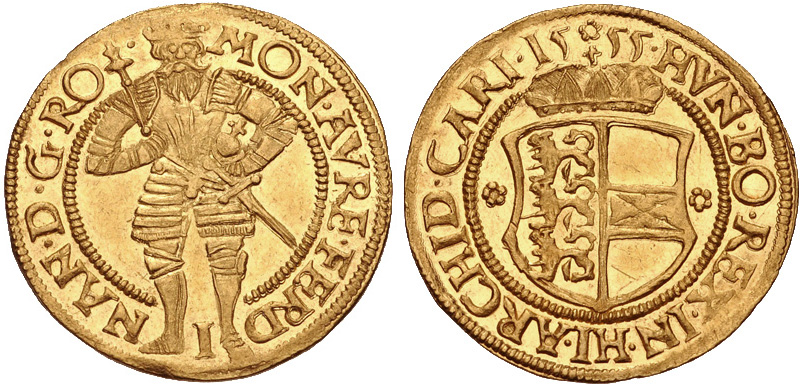
Дукат імператора Фердинанда I 1555 року

У XV та XVI століттях міжнародні торговці в Західній Європі перейшли від флорина  як своєї пріоритетної валюти до дуката, причому дукати часто ходили разом із місцевими золотими монетами, як-от рейнський гульден, французьке екю та іспанське ескудо.
Коли правителі реформували свої валюти, вони часто використовували дукат як модель. Прикладами є мамлюцькі ашрафі та османські алтуни. У 1497 році Іспанія переробила своє золото екселенте на копію дукату, який з 1504 року був відомий як ducado. 23¾ карата і трохи менші за венеційський дукат, кожен мав приблизно 3,484 г чистого золота і вважався 375 мараведі, типова розрахункова одиниця того часу. Імператор Священної Римської імперії Максиміліан I започаткував власну валютну реформу, карбуючи золоті дукати в Австрії з 1511 року. Золоті дукати та флорини були встановлені в решті Священної Римської імперії згідно з імперськими монетними статутами у 1524, 1559 та пізніше. Дукат важив 3,49 грама і мав 23⅔ карата (3,442 г чистого золота) і обмінювався в співвідношенні 8 дукатів за 11 Рейнських флоринів, які важили 3,25 грама і були 18½ карата (2,503 г чистого золота). Німецькі території зберігали ці стандарти до XIX століття.

## Важливість
Рейнський монетний союз зіграв велике значення для карбування монет як в Рейнській області так і у всій Священній Римській імперії. Золоті рейнські гульдени повсюдно приймалися як торгові монети і використовувалися як розрахункова одиниця до XVII століття. Рейнський гульден став зразком для багатьох регіональних валют по всій Священній Римській імперії та був «об'єднуючим зв'язком» імперії на фінансовому рівні. Вартість інших тогочасних золотих і срібних монет оцінювалась в рейнських гульденах, і через їх вартість у рейнських гульденах встановлювався їх обмінний курс між собою.
Встановлення співвідношення рейнського гульдена з срібним майсенським грошем, головною регіональною монетою Майсенського маркграфства та Саксонського курфюрства відбулося вже в 1368—1369 роках, ще до утворення Рейнського монетного союзу. У цей час «товстий» майсенський грош карбувався на державних монетних дворах Фрайберга і Цвікау. З середини XV століття було встановлено фіксований обмінний курс між майсенським грошем та рейнським гульденом. Спочатку один рейнський золотий гульден оцінювався в 20-21 майсенський грош (відомий як нім. Oberwähr). Пізніше зміст срібла в майсенських грошах знизився і за гульден давали вже 26 таких грошів (відомих як нім. Beiwähr).
Річна оренда в Фугерраї Аугсбурга до цього дня дорівнює одному рейнському гульдену (сьогодні 0,88 євро).